# Парчовце
Парчовце (пол. Parczowce) — село в Польщі, у гміні Кузьниця Сокульського повіту Підляського воєводства.
Населення — 121 особа (2011).
У 1975-1998 роках село належало до Білостоцького воєводства.

## Демографія
Демографічна структура станом на 31 березня 2011 року:
|          | Загалом | Допрацездатний вік | Працездатний вік | Постпрацездатний вік |
| -------- | ------- | ------------------ | ---------------- | -------------------- |
| Чоловіки | 55      | 8                  | 34               | 13                   |
| Жінки    | 66      | 13                 | 27               | 26                   |
| Разом    | 121     | 21                 | 61               | 39                   |